# Giobbe Covatta
Giobbe Covatta, pseudonimo di Gianni Covatta (Taranto, 11 giugno 1956), è un comico, attore, scrittore, umorista, commediografo, attivista e politico italiano.
È anche un ambasciatore di AMREF e testimonial di Save the Children, nonché ex portavoce nazionale della Federazione dei Verdi.

## Biografia
Nato a Taranto, cresce però a Napoli, dove all'età di tre anni si è trasferito con la famiglia. Pur lavorando nell'ambito della navigazione, in un momento di pausa lavorativa tentò la strada della comicità al Derby Club di Milano, iniziando la sua gavetta con il nome d'arte di «Giobbe» e conoscendo molti comici della "nuova scena" di quegli anni, tra cui Enzo Iacchetti con cui condivise poi una lunga fetta di carriera. Nel 1987 debuttò in televisione sul canale Odeon TV con il programma Una notte all'Odeon e nel 1988 su Rai 2 con il programma Tiramisù. Lo stesso anno apparve in televisione sempre su Rai 2 con Fate il vostro gioco e Chi c'è c'è, regia di Giancarlo Nicotra, dodici puntate con il pugliese Gianni Ciardo, in onda da Milano. L'anno seguente tornò su Odeon TV, mentre nel 1990 arrivò la svolta e grazie al trampolino di lancio del Maurizio Costanzo Show, in cui fu uno dei più assidui ospiti, assicurandogli una solida fama nazionale.
Nel 1991 esordì al teatro Ciak di Milano con l'opera ParaboleIperboli. Nel 1994, con la collaborazione di Greenpeace, realizzò uno spettacolo che trattava la salvaguardia delle balene con il titolo Aria Condizionata, dall'irriverente sottotitolo ("e le balene mò stanno incazzate..."). Dal 1995 al 1997 fu sempre in scena, prima con lo spettacolo Primate Assoluto, poi debuttando a Roma al Teatro Parioli con Io e Lui, scritto e diretto con Vincenzo Salemme e Francesco Paolantoni, e infine con Art, ove venne diretto da Ricky Tognazzi. Grandissimo successo a livello nazionale fu il suo Dio li fa e poi li accoppa, tanto da convincerlo a concedere il bis con Dio li fa... Terzo millennio.
Nel 1993 ha anche esordito sul grande schermo con Pacco, doppio pacco e contropaccotto, poi ha proseguito con Camere da letto nel 1997. Nel 1999 è protagonista in Muzungu - Uomo bianco. Nel biennio 2001 e 2002 ritorna in teatro con la commedia Double Act al teatro Parioli e riappare anche su Rai 2, con a fianco Serena Dandini e Corrado Guzzanti, nel programma L'ottavo nano. La passione per la vela lo conduce a essere ospite in Velisti per caso e a diventare un simpatico maestro di navigazione in Vela spiego io, in onda sul Sailing Channel per l'emittente Sky. Dal 2003 al 2005 è stato ospite fisso per due edizioni dei programmi della Gialappa's Band Mai Dire Domenica, replicando esperienze sporadiche avute anche in passato negli anni 90 partecipando a qualche puntata di Mai dire Gol.
Molta fortuna ebbe a suo tempo anche nell'editoria dove i suoi libri riscontrarono un ottimo successo di pubblico. Già con il primo libro Parola di Giobbe, rivisitazione della Bibbia, pubblicato nel 1991, sbancò le classifiche con un milione di copie vendute. Nel 1993 e nel 1996 pubblicò Pancreas - Trapianto del libro Cuore e Sesso? Fai da te!. Nel 1999 ritornò con Dio li fa e poi li accoppa, da cui trasse uno spettacolo teatrale, dove rivisitava la Creazione e il Diluvio. Nel 2001 andò in scena Corsi e ricorsi, ma non arrivai, spettacolo teatrale che portava lo stesso titolo di un libro pubblicato nel 2005, mentre è del 2004 Melanina e Varechina, uno spettacolo che affrontava il rapporto fra Africa e mondo occidentale.
A gennaio 2007 debuttò in teatro con Seven. La stagione 2007-2008 di Zelig ospitò Covatta in scena con un nuovo personaggio. Nell'estate 2008 prese parte ad una serie televisiva prodotta da Mediaset, Medici Miei, nella quale impersonava il Dottor Colantuono, primario nella clinica Sanabel. A gennaio 2010 è stato nuovamente in teatro con Trenta, spettacolo dedicato ai 30 articoli della Dichiarazione universale dei diritti umani. A marzo 2011, in coppia con Enzo Iacchetti, ha interpretato la commedia Niente progetti per il futuro, con 87 repliche nei teatri di tutta Italia. Da gennaio 2012 ha portato in teatro 6° (sei gradi), che rappresenta l'aumento in gradi centigradi della temperatura del nostro pianeta oltre il quale l'esistenza della vita umana sarebbe a rischio.

## Esperienza politica
Alle elezioni comunali di Roma del 27 e 29 maggio 2006 Giobbe Covatta si candida come consigliere comunale del partito dei Verdi e viene eletto grazie alle sue 3.586 preferenze personali.
Si candida alle elezioni regionali del 31 maggio 2015 con la lista di centrosinistra "Uniti per le Marche" per il consiglio regionale delle Marche; nelle consultazioni ottiene 655 voti nella circoscrizione di Ancona e non viene eletto.
Nel novembre 2015 viene eletto nuovo portavoce nazionale della Federazione dei Verdi. In occasione delle elezioni comunali a Roma del 2016 si candida come capolista dei Verdi a sostegno di Roberto Giachetti, risultando il più votato con 503 preferenze ma non riuscendo a essere eletto a causa del mancato ottenimento del seggio da parte della lista verde.
Alle elezioni politiche anticipate del 25 settembre 2022 viene candidato per il Senato nella lista Alleanza Verdi e Sinistra come capolista nel collegio plurinominale Piemonte 02 non risultando eletto.

## Teatro
- 1991: Parabole Iperboli
- 1994/1993: Aria Condizionata – e le balene mo' stanno incazzate, in collaborazione con Greenpeace
- 1995: Primate assoluto
- 1996: Io e Lui, scritto e diretto da Vincenzo Salemme
- 1997/1996: Art, regia di Ricky Tognazzi
- 1999: Dio li fa e poi li accoppa
- 2000: Dio li fa… Terzo millennio
- 2002/2001: Double Act: due atti a farsi male, regia Marco Mattolini
- 2003: Corsi e ricorsi, ma non arrivai
- 2005-2004: Melanina e Varechina
- 2007: Seven
- 2009: Trenta; con lo spettacolo Covatta ha aperto una collaborazione con Amnesty International sul fronte della difesa dei diritti umani
- 2011: Niente progetti per il futuro con Enzo Iacchetti, scritto e diretto da Francesco Brandi
- 2012: Niente progetti per il futuro con Enzo Iacchetti, scritto e diretto da Francesco Brandi
- 2013/2014: 6° (sei gradi)
- 2016/2017: Matti da slegare con Enzo Iacchetti
- 2017/2018: La Divina Commediola
- 2021: Scoop (Donna Sapiens)[8]

## Filmografia

### Cinema
- Pacco, doppio pacco e contropaccotto, regia di Nanni Loy (1993)
- Camere da letto, regia di Simona Izzo (1997)
- Muzungu, regia di Massimo Martelli (1999) – anche sceneggiatore
- Sono stato negro pure io, regia di Giulio Manfredonia – documentario (2002)
- Il segreto del successo, regia di Massimo Martelli (2003)
- Articolo 2, episodio di All Human Rights for All, regia di Paola Catella (2008)
- L'ultimo crodino, regia di Umberto Spinazzola (2009)
- Every One Save the Children, regia di Alessio Liguori – cortometraggio (2011)
- Il sole dentro, regia di Paolo Bianchini (2012)
- Una donna per la vita, regia di Maurizio Casagrande (2012)
- Il nostro ultimo, regia di Ludovico Di Martino (2015)
- Poveri ma ricchi, regia di Fausto Brizzi (2016)
- Amo la tempesta, regia di Maurizio Losi (2016)
- Poveri ma ricchissimi, regia di Fausto Brizzi (2017)
- Ernest Egg, regia di Claudio Di Biagio – cortometraggio (2018) – voce
- Il caso Pantani - L'omicidio di un campione, regia di Domenico Ciolfi (2020)
- La reliquia, regia di Paolo Martini – cortometraggio (2020)
- Anime borboniche, regia di Paolo Consorti e Guido Morra (2021)
- Rapsodia, regia di Roberto Marra e Carlo Sicignano – cortometraggio (2021)
- Golia, regia di Roberto Marra e Stefano Salvatori (2023)
- Il mio regno per una farfalla, regia di Sergio Assisi (2024)

### Televisione
- Andy & Norman, regia di Gianfrancesco Lazotti – serie TV (1991-1992)
- Una famiglia per caso, regia di Camilla Costanzo e Alessio Cremonini – film TV (2003)
- Ricomincio da me, regia di Rossella Izzo – miniserie TV (2005-2006)
- Il mammo – serie TV, episodio 3x07 (2007)
- Medici miei – serie TV, 11 episodi (2008)
- Romolo + Giuly: La guerra mondiale italiana – serie TV, 6 episodi (2019)

## Doppiaggio
- Robbie Coltrane in Ribelle - The Brave

## Scritti
- Parola di Giobbe, Firenze, Salani, 1991.
- Pancreas - Trapianto del libro Cuore, Firenze, Salani, 1993.
- Sesso? Fai da te!, Milano, Zelig Editore, 1996.
- Dio li fa e poi li accoppa, Milano, Zelig Editore, 1999.
- L'incontinente bianco, Milano, Zelig Editore, 2002.
- Corsi e ricorsi ma non arrivai, Milano, Mondadori, 2005.
- A nessuno piace caldo - Perché il pianeta ha la febbre, Milano, Mondadori, 2015.
- Donna sapiens - Il maschio è una specie animale o una specie di animale?, Firenze, Giunti, 2020.
- Il commosso viaggiatore - Alla scoperta dell'Africa, Firenze, Giunti, 2024.